# Atletica leggera ai Giochi della XXIII Olimpiade - 3000 metri siepi

Video della Finale

I 3000 metri siepi hanno fatto parte del programma maschile di atletica leggera ai Giochi della XXIII Olimpiade. La competizione si è svolta nei giorni 6-10 agosto 1984 al «Memorial Coliseum» di Los Angeles.

## Presenze ed assenze dei campioni in carica
| Competizione      | Atleta               | Prestazione | Los Angeles 1984 |
| ----------------- | -------------------- | ----------- | ---------------- |
| Olimpiadi 1980    | Bronisław Malinowski | 8'09"70     | Rit. 1981        |
| Commonwealth 1982 | Julius Korir         | 8'23”94     | Presente         |
| Europei 1982      | Patriz Ilg           | 8'18”52     | Assente          |
| Africani 1982     | Eshetu Tura          | 8'30”47     | Etiopia assente  |
| Mondiali 1983     | Patriz Ilg           | 8'15"06     | Assente          |

1. ↑  Per il boicottaggio.

## Turni eliminatori
| 3 Batterie   | 6 agosto  | 35 partenti    | Si qualificano i primi 6 + i 6 migliori tempi. |
| 2 Semifinali | 8 agosto  | 12 + 12        | Si qualificano i primi 5 + i 2 migliori tempi. |
| Finale       | 10 agosto | 12 concorrenti |                                                |

## Finale
| Primatista mondiale | 8'05"4 1978 | Henry Rono        | Ritir. 1982 |
| Primatista stag.le  | 8'13"43     | Boguslaw Maminski | Assente     |

1. ↑  Per il boicottaggio del suo Paese ai Giochi. Tempo ottenuto il 21 luglio.

Dopo due boicottaggi consecutivi, il Kenya torna a dire la sua. Gli americani puntano su Henry Marsh, vincitore dei Trials (8'15"91), ma non hanno fatto i conti con Julius Korir. Il keniota macina gli avversari giro dopo giro e, con un'accelerazione progressiva nell'ultima tornata, vince staccando di oltre un secondo il coriaceo francese Joseph Mahmoud. Marsh delude finendo quarto, dietro il connazionale Diemer.

| Pos | Paese       | Atleta         | Tempo       |
| --- | ----------- | -------------- | ----------- |
|     | Kenya       | Julius Korir   | 8'11”30 min |
|     | Francia     | Joseph Mahmoud | 8'13”31 min |
|     | Stati Uniti | Brian Diemer   | 8'14”06 min |